# The Egyptian Gazette
The Egyptian Gazette è un quotidiano egiziano in lingua inglese fondato nel 1880.
È la più antica testata anglofona del Medio Oriente.

## Storia
Il primo numero del giornale, inizialmente concepito come tabloid settimanale di quattro pagine, uscì il 26 gennaio 1880. La sede era ad Alessandria d'Egitto. Era stato fondato da cinque britannici, tra cui Andrew Philip, in qualità di direttore, e Moberly Bell, in seguito caporedattore del Times di Londra.
La sede del giornale fu trasferita al Cairo il 20 febbraio 1938.
Poco prima della seconda guerra mondiale, la proprietà dell' Egyptian Gazette passò alla Société Orientale de Publicité (SOP), di cui Oswald J. Finney, un ricco uomo d'affari britannico, era l'azionista di maggioranza. L' Egyptian Gazette si ritrovò così associata all' Egyptian Mail, un altro quotidiano egiziano in lingua inglese, fondato nel 1914 e anch'esso di proprietà della SOP. Per ottimizzare i profitti la società editrice riorganizzò l'uscita delle due testate: il Mail usciva al mattino e la Gazette alla sera.
Alla fine della guerra e con la partenza di gran parte dell'esercito britannico di stanza in Egitto, il mercato dei giornali in lingua inglese si ridusse drasticamente. Di conseguenza, e come continua ancora oggi, l'Egyptian Gazette iniziò ad uscire tutti i giorni tranne il martedì, giorno in cui esce l'attuale settimanale The Egyptian Mail.
Nel maggio del 1954, in seguito alla Rivoluzione egiziana del 1952 e al programma di nazionalizzazione del presidente Nasser, la casa editrice El Tahrir rilevò la proprietà del giornale dalla SOP. Amin Abul Enein fu nominato caporedattore: per la prima volta un egiziano assumeva la direzione editoriale del giornale.